# Públio Licínio Calvo Esquilino
Públio Licínio Calvo Esquilino (em latim: Publius Licinius Calvus Esquilinus) foi um político da gente Licínia nos primeiros anos da República Romana eleito tribuno consular em 400 a.C.. Públio Licínio Calvo Esquilino, tribuno consular em 396 a.C., era seu filho.
Segundo Lívio, era um simples senador que foi o primeiro plebeu a ser eleito tribuno consular, uma afirmação contestada por alguns historiadores modernos.

## Tribunato consular (400 a.C.)
Em 400 a.C., foi eleito tribuno consular com Públio Mânlio Vulsão, Lúcio Titínio Pansa Saco, Públio Mélio Capitolino, Espúrio Fúrio Medulino e Lúcio Publílio Filão Vulsco. Lívio, contudo, nomeia um Lúcio Fúrio e não Espúrio Fúrio.
Roma reconquistou Anxur (Terracina) dos volscos.

## Renúncia (396 a.C.)
Públio Licínio foi eleito uma segunda vez em 396 a.C., mas renunciou ao mandato em favor do filho, Públio Licínio Calvo Esquilino.
| “ | «Se, contudo, meus colegas, vocês escolherem a mesma pessoa por acreditarem que ele terá melhorado por causa do peso da experiência, em, pelo contrário, jamais encontrarão o mesmo Públio Licínio de outrora, pois daquele homem atualmente resta apenas uma sombra e um nome. O corpo não tem força, visão e audição enfraqueceram, a memória falha e a clareza mental se foi". Então, abraçando seu filho, acrescentou: "Aqui está um jovem que é o retrato perfeito do homem que há muito tempo vocês acharam por bem ser o primeiro plebeu a receber o cargo de tribuno militar. Este jovem, que eu criei de acordo com os meus princípios de vita, lhes ofereço e consagro ao país como meu legítimo substituto e lhe imploro, ó Quirites, entregue a ele, que o quer, e para o qual acrescento a minha recomendação, o cargo que me foi oferecido sem que eu o tenha solicitado.» | ” |
|   | — Lívio, Ab Urbe Condita V, 2, 18. |   |